# Belvosia villaricana
Belvosia villaricana är en tvåvingeart som beskrevs av Henry J. Reinhard 1951. Belvosia villaricana ingår i släktet Belvosia och familjen parasitflugor.
Artens utbredningsområde är Paraguay. Inga underarter finns listade i Catalogue of Life.